# Raymond Queneau
Raymond Queneau   (Le Havre, 21 de febrer de 1903 - 13è districte de París, 25 d'octubre de 1976) va ser un poeta i novel·lista francès.

## Biografia
Graduat el 1919 en llatí i grec, es va traslladar a estudiar a la Sorbona de París on va estudiar tant matemàtiques com lletres. Es va graduar en filosofia i psicologia. Ací es va sentir atret pel moviment surrealista.
Després d'un viatge a Grècia l'any 1932, va començar a reflexionar sobre les divergències existents entre les llengües parlades i les llengües escrites, divergència evident en l'idioma grec però també en l'idioma francès. Aquestes reflexions les va plasmar en diversos articles sobre el "neofrancès" i les va utilitzar en les seues novel·les. Va escriure la seua primera novel·la Le Chiendent, publicada el 1933.
Va viure de petits treballs com a periodista i, a partir de 1938, de la seua col·laboració amb l'editorial Gallimard on va fer de traductor, lector, membre del comitè de lectura, etc.
L'any 1947 es van publicar els seus Exercices de Style (Exercicis d'estil en l'edició catalana). Va ser també l'inici de les primeres publicacions fetes sota el pseudònim Sally Mara, imitant el Vernon Sullivan del seu amic Boris Vian, que li van ocasionar problemes amb la censura.
Després de l'alliberament, va freqüentar també els mitjans de Saint-Germain des Prés. El seu poema Si tu t'imagines, musicat per Joseph Kosma per iniciativa de Jean-Paul Sartre, va ser un gran èxit de Juliette Gréco. Altres dels seus poemes van ser interpretats pel quartet vocal Les Frères Jacques. Va escriure llibrets per a comèdies musicals i els diàlegs de diverses pel·lícules com Monsieur Ripois realitzada per René Clément.
L'any 1950, va entrar en el Col·legi de Patafísica i l'any 1951 en l'Acadèmia Goncourt.
L'any 1959 va publicar Zazie dans le Metro, novel·la que va revelar Queneau al gran públic. Anys més tard, Louis Malle va realitzar una pel·lícula basada en la novel·la.
Amant de les ciències (el 1948 va entrar en la Societat Matemàtica de França), Raymond Queneau sempre va intentar aplicar normes aritmètiques en la construcció de les seues obres. Amb motiu d'un col·loqui, va fundar el 1960, junt amb François Le Lionnais, un grup d'investigació literària i científica que es va convertir en l'OuLiPo o "Ouvroir de Littérature Potentielle" (Taller de Literatura Potencial).

## Obres

### Novel·les
- Le Chiendent (1933)
- Gueule de pierre (1934)
- Les Derniers Jours (1936)
- Odile (1937)
- Les Enfants du Limon (1938)
- Un rude hiver (1939), traducció al català de Gabriel Galmés com Un hivern dur.
- Les Temps mêlés (Gueule de pierre II) (1941)
- Pierrot mon ami (1942)
- Loin de Rueil (1944)
- On est toujours trop bon avec les femmes (1947)
- Saint-Glinglin (1948)
- Le Journal intime de Sally Mara (1950)
- Le Dimanche de la vie (1952)
- Zazie dans le métro (1959) traduïda per Jaume Fuster com: Zazie al metro'.
- Les Fleurs bleues (1965)
- Le Vol d'Icare (1968)

### Poesia
- Chêne et chien (1937)
- Les Ziaux (1943)
- L'Instant fatal (1946)
- Petite cosmogonie portative (1950)
- Cent Mille Milliards de Poèmes (1961) - traduït al català per l'Ester Xargay i en Carles Hac Mor i penjat a internet sota el títol 100 bilions de poemes, amb un programa interactiu desenvolupat per n'Eugenio Tisseli a la pàgina de Propost.org Arxivat 2009-04-16 a Wayback Machine.
- Le Chien à la mandoline (1965)
- Courir les rues (1967)
- Battre la campagne (1968)
- Fendre les flots (1969)
- Morale élémentaire (1975)

### Assaigs i articles
- Bâtons, chiffres et lettres (1950)
- Pour une Bibliothèque Idéale (1956)
- Entretiens avec Georges Charbonnier (1962)
- Bords (1963)
- Une Histoire modèle (1966)
- Le Voyage en Grèce (1973)
- Traité des vertus démocratiques (1993)

### Altres
- Exercices de style (1947), traducció catalana d'Annie Bats i Ramon Lladó com: Exercicis d'estil.
- Contes et propos (1981)
- Journal 1939-1940 (1986)
- Journaux 1914-1965 (1996)